# Euphorbia caespitosa
Euphorbia caespitosa Lam. es una especie fanerógama perteneciente a la familia Euphorbiaceae. Es endémica de Uruguay y desde Brasil a Argentina.  

## Descripción
Es una pequeña planta con hojas carnosas dispuestas en un tallo erecto. Se encuentra en el matorral dunar en el Departamento de Itapua.

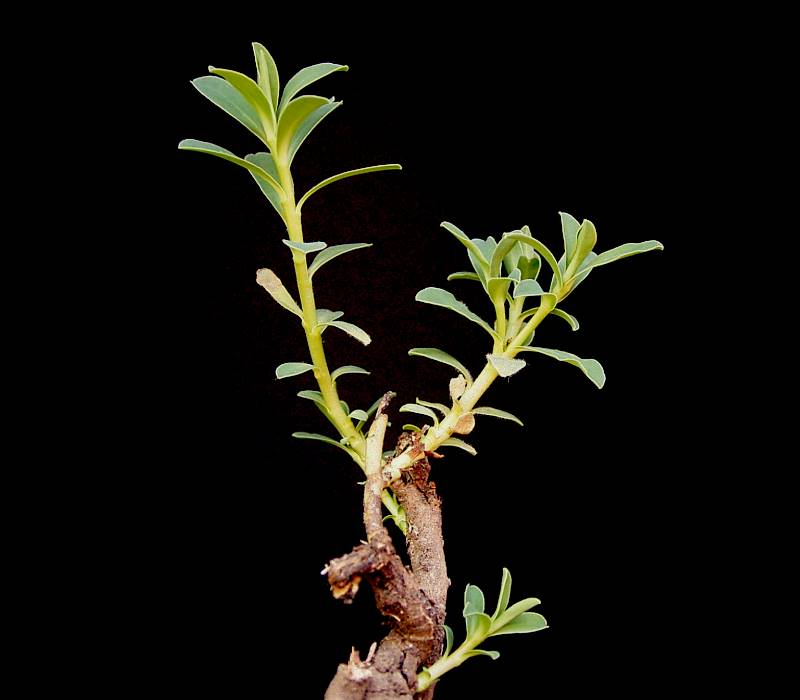
Vista de la planta

## Taxonomía
Euphorbia caespitosa fue descrita por Jean-Baptiste Lamarck y publicado en Encyclopédie Méthodique, Botanique 2: 421. 1788.
Etimología
Euphorbia: nombre genérico que deriva del médico griego del rey Juba II de Mauritania (52 a 50 a. C. - 23), Euphorbus, en su honor – o en alusión a su gran vientre –  ya que usaba médicamente Euphorbia resinifera. En 1753 Carlos Linneo asignó el nombre a todo el género.
caespitosa: epíteto latino que significa "cespitosa".
Sinonimia
- Euphorbia caespitosa subsp. typica Croizat (1943), nom. inval.
- Tithymalus caespitosus (Lam.) Soják (1979 publ. 1980).
- Euphorbia caespitosa var. angustifolia Hauman (1925), nom. nud.
- Euphorbia caespitosa subsp. ventanicola Croizat (1943).
- Euphorbia caespitosa var. ventanicola (Croizat) Subils (1977).[4][5]